# Platydoras costatus
Platydoras costatus és una espècie de peix de la família dels doràdids i de l'ordre dels siluriformes.

## Morfologia
- Els mascles poden assolir 24 cm de longitud total.[1][2]

## Alimentació
Menja mol·luscs, crustacis i residus orgànics.

## Hàbitat
És un peix d'aigua dolça i de clima tropical (24 °C-30 °C).

## Distribució geogràfica
Es troba a Sud-amèrica: conques dels rius Amazones, Tocantins, Parnaíba, Orinoco i Essequibo, i conques fluvials costaneres des de la Guaiana Francesa i Surinam fins a l'Argentina.